# Calycomyza turbida
Calycomyza turbida este o specie de muște din genul Calycomyza, familia Agromyzidae, descrisă de Mitsuhiro Sasakawa în anul 1994. Conform Catalogue of Life specia Calycomyza turbida nu are subspecii cunoscute.